# Alain Michel (side-car)
Pour les articles homonymes, voir Alain Michel et Michel.
Alain Michel, né le 23 février 1953 à Montélimar, est un pilote de side-car et préparateur de motos français. C'est le seul Français pilote champion du monde de side-car de vitesse.

## Biographie

### Les débuts
La carrière d’Alain Michel commence sur 2 roues en 1972. Il remporte d’ailleurs cette année-là la Coupe des Quatre Saisons catégorie 500 cm3 sur une Honda 450 et termine à la seconde place du Championnat de France 500 national.
Considérant cette expérience comme peu concluante, il se lance sur 3 roues en 1975 et entame en 1976 une carrière en Grands Prix, catégorie side-car 500 cm3 au cours de laquelle il glane quelques bons résultats.

### Les Grands Prix

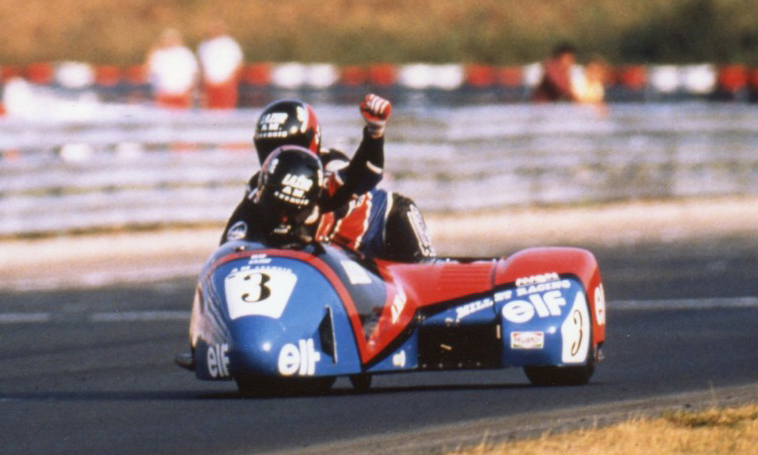
Champion du Monde avec S.Birchall - 1990 - Budapest (Hongrie)

Sa première victoire en Grand Prix, il la remporte en France sur le circuit Paul Ricard au Castellet en 1977, avec Gérard Lecorre comme passager. Cette année sera marquée par une course d’anthologie sous la pluie à Silverstone (Angleterre) mais qui se soldera par un abandon. Ils terminent 5e au championnat mondial.
En 1978, le pilote termine vice-champion du monde avec son nouveau passager Stuart Collins après avoir engrangé deux victoires. La course du Nürburgring (Allemagne) est marquée par une mémorable remontée de la dernière à la 2e place avec un meilleur temps inférieur de 10 s à celui de la pole position.
1979 un nouveau « singe » prend place dans le panier, Michael Burkhard. L’équipage remportera  deux victoires (au Mans et à Assen) et une 4e place finale au Championnat du Monde.

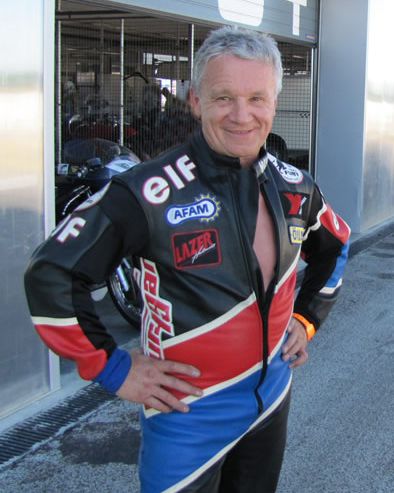
Sur le circuit de Nogaro en 2010

En 1980, 1981 et 1982 l’équipage remporte quatre victoires, de nombreux podiums et termine respectivement 2e, 3e et 4e des championnats ces années-là.
1984 avec Jean-Marc Fresc dans le « panier », c’est encore la 3e marche du podium mondial en fin de saison, avant de réaliser une saison « catastrophique » en 1985, de l’aveu d’Alain Michel lui-même.
En ⁣⁣1986⁣⁣, l’équipage Michel-Fresc lutte toute la saison contre l’équipage Streuer-Schmieders. Une 5e place à Hockenheim (Allemagne) à cause d’un casque mal fixé fait perdre à l’équipage de précieux points, car à la fin du championnat il y aura parfaite égalité au nombre de points. Mais, grâce à cinq victoires contre 2 à l’équipage français, c’est l’équipage néerlandais qui est sacré champion du monde.
Sans se décourager le moins du monde, Alain Michel et J.M. Fresc repartent au combat en 1987 4e et 5 podiums, en 1988 toujours 4e et 2 podiums, puis en 1989 3e au championnat avec trois podiums.
En ⁣⁣1990⁣⁣, c’est la consécration avec son passager Simon Birchall et le titre de champion du monde de side-car, remporté à bord d’un side LCR-Krauser.
Encore une saison en 1991, la 16e au plus haut niveau, puis Alain Michel raccroche définitivement le cuir et le casque. Parallèlement, pendant cette période, il aura remporté neuf titres de Champion de France de la catégorie.
Entre autres activités, il continue quelque temps à côtoyer le monde de la compétition moto, en s’occupant de développer des machines d’enduro, ou en concevant avec son ami Claude Fior, une moto de Grands Prix à la suspension novatrice et moteur porteur (pilotée par le Suisse Marco Gentille), transposant ainsi aux 2 roues, ses 20 années  d’expérience comme préparateur de 3 roues.

### Passagers
1. Bernard Garcia
2. Gérard Lecorre
3. Stuart Collins
4. Claude Monchaud
5. Michael Burkhard

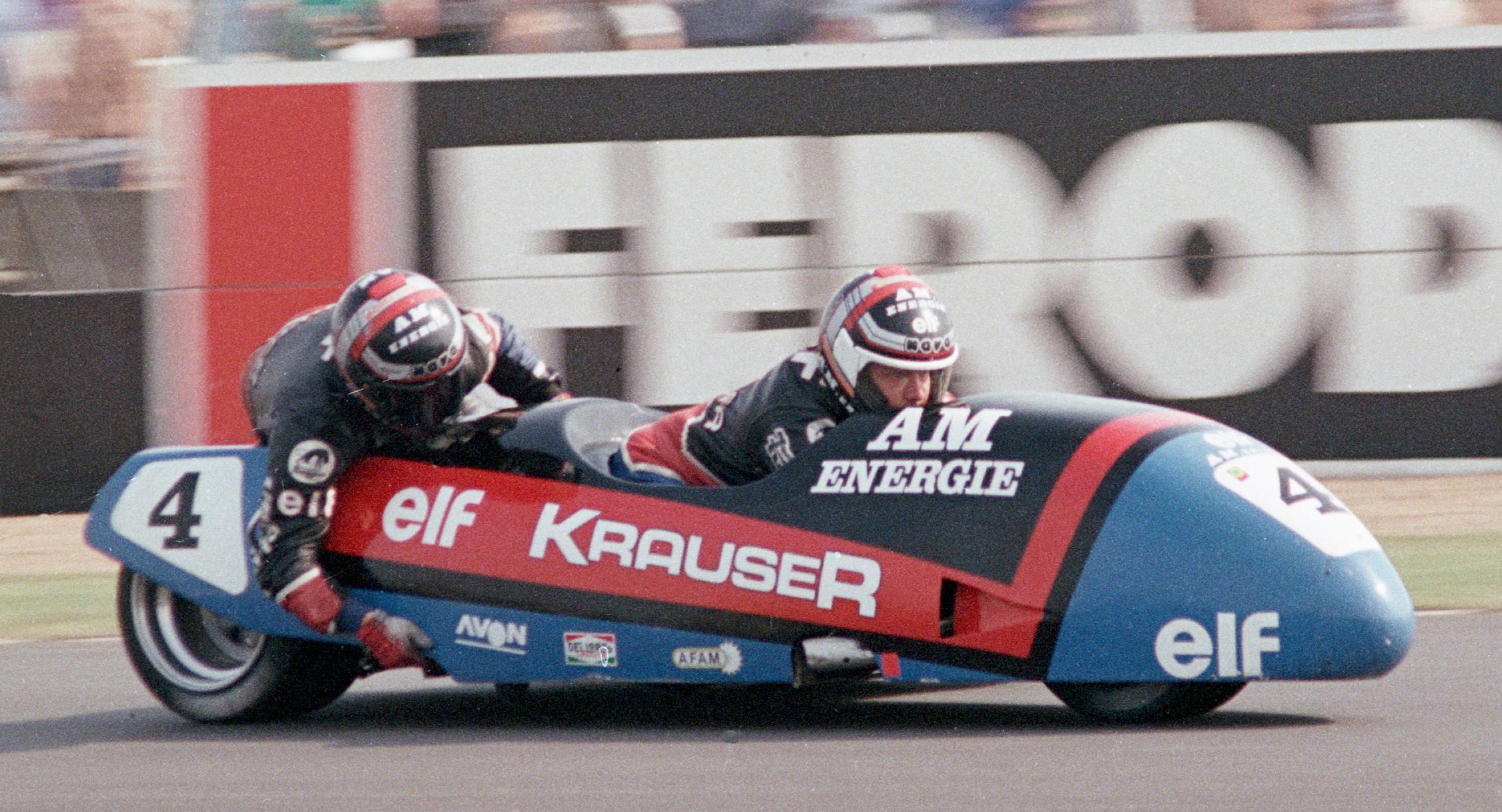
A. Michel et J.M. Fresc à Donington Park (1989)

6. Alain Tergella (Championnat de France Superbike)
7. Jean-Marc Fresc
8. Simon Birchall
9. Guy Bertin (Open de Carole en 1987)

## Palmarès
- Champion du monde 1990.
- Vice-champion du monde en 1978, 1981 et 1986.
- Champion de France (9 titres)
- 16 saisons au plus haut niveau.
- 138 Grands Prix disputés.
- 77 Podiums.
- 18 Victoires.
- 43 Pole positions et records du tour.